# 東帕特尼站
東帕特尼站（英語：East Putney tube station）是倫敦地鐵的一個車站。東普特尼位於旺茲沃思區帕特尼，是區域線的車站，位於倫敦第2及第3收費區交界。東帕特尼站開通於1889年6月3日。